# Advanced Wave Memory
Advanced Wave Memory of AWM is een gepatenteerde vorm van frequentiemodulatie toegepast bij synthesizers van Yamaha.

## Geschiedenis
De Yamaha SY77 uit 1989, de vergelijkbare klankmoduleversie TG77, en opvolger SY99, introduceerden Advanced Wave Memory 2 (AWM2), waarmee afspelen en digitale filtering van samples mogelijk werd. Opmerkelijk was ook de mogelijkheid om AWM2-samples te gebruiken als overgangen naar Advanced FM, als herhalende oscillators, en zelfs als modulator van een AFM-draaggolf. Hiermee kon een realistische modellering van fysieke instrumenten verkregen worden, en in combinatie met FM zelfs nieuwe mogelijkheden voor klanksynthese.
De SY99 leek de laatste FM-synthesizer te worden van Yamaha, en de later uitgebrachte FS1R had geen AWM meer aan boord. Tot de Montage werd uitgebracht in 2016, waarin een latere versie van AWM2 wordt gecombineerd met FM-X.
Ondanks dat de AWM-klankbron enkele keren is gewijzigd, wordt deze overkoepelende benaming nog steeds gebruikt.

## Implementaties
Advanced Wave Memory wordt toegepast bij Yamaha's synthesizers, keyboards en digitale piano's. Een korte selectie is:
| - Yamaha SY77 - Yamaha S80 - Yamaha EX5 | - Yamaha Clavinova - Yamaha CS1x/CS2x - Yamaha S80 |